# Koroljow
Koroljow (russisch Королёв) ist eine russische Großstadt rund 20 Kilometer nordöstlich von Moskau. Mit 183.402 Einwohnern (Stand 14. Oktober 2010) ist Koroljow eine der größten Städte der Oblast Moskau und ein Zentrum der russischen Raumfahrt. Die Stadt ist seit 1996 benannt nach dem Raketenkonstrukteur Sergei Koroljow (1907–1966).

## Geografie

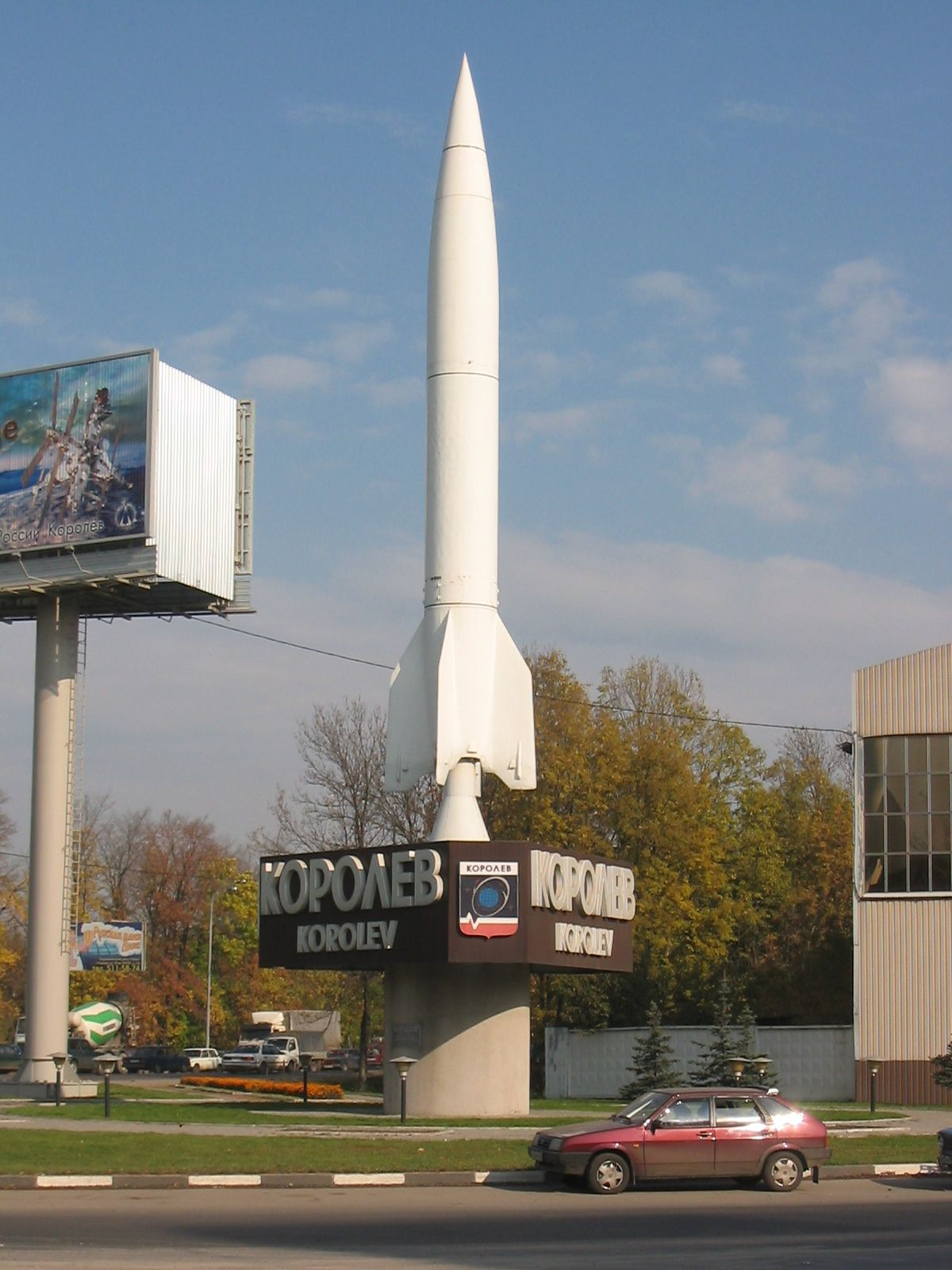
Als Rakete stilisiertes Ortseinfahrtszeichen von Koroljow

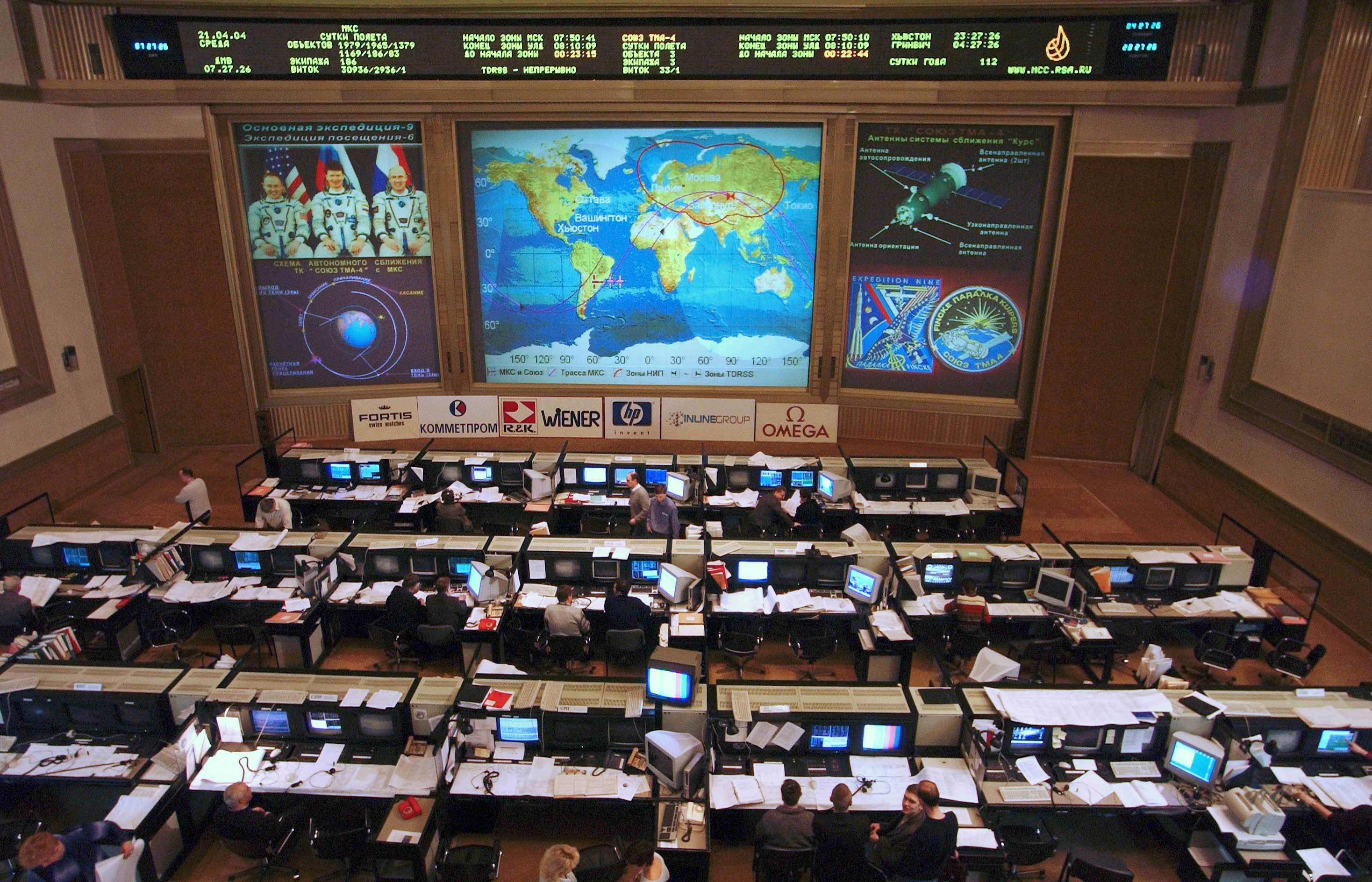
Kontrollzentrum der russischen Raumfahrtbehörde Roskosmos in Koroljow

Koroljow liegt etwa 10 km von der nordöstlichen Stadtgrenze Moskaus entfernt und ist vom Moskauer Stadtgebiet vorwiegend durch die Wälder des Nationalparks Lossiny Ostrow getrennt. Da ein Teil davon verwaltungstechnisch zu Koroljow gehört, machen Waldflächen insgesamt rund die Hälfte des Stadtgebietes Koroljows aus.
Unmittelbar an Koroljow grenzt die Stadt Mytischtschi an, die mit ihm einen der größten Ballungsgebiete des Moskauer Umlandes bildet. Weitere benachbarte Städte – jeweils etwa 10 bis 20 km von Koroljow entfernt – sind Iwantejewka, Puschkino, Schtscholkowo und Balaschicha.

## Geschichte
Die heutige Stadt Koroljow bildete sich an der Stelle der Siedlung Podlipki (Подлипки), die nach der Verlegung einer Eisenbahnlinie von Moskau bis hierher ab Ende des 19. Jahrhunderts vor allem als Datschensiedlung entstand. 1918 wurde in die Nähe eine Artilleriefabrik aus Sankt Petersburg verlegt, damit deren Produktion trotz des Bürgerkrieges weiterlaufen konnte. In den nächsten Jahren entstand bei dieser Fabrik eine Arbeitersiedlung, die 1928 den Namen Kalininski (Калининский) zu Ehren des Politikers Michail Kalinin erhielt. 1938 bekam die Siedlung den Stadtstatus und wurde seither Kaliningrad (Калининград) – „Kalinin-Stadt“ – genannt. Seit 1945 wurde dieser Name meistens mit dem Zusatz „in der Oblast Moskau“ versehen, um Verwechselungen mit Kaliningrad im ehemaligen Ostpreußen, das nach dem Ende des Zweiten Weltkriegs diesen Namen erhielt, auszuschließen.
War Koroljow vor dem Krieg vor allem für seine Artillerieproduktion bekannt, beschloss der Ministerrat der UdSSR im Jahre 1946, dort Forschungseinrichtungen im Bereich der Raketenkonstruktion anzusiedeln. So wurden dort in den 1940er und 1950er Jahren mehrere Forschungsinstitute und Fabriken der Raumfahrtindustrie aufgebaut, in denen zu Beginn auch verschleppte deutsche Spezialisten arbeiteten (s. Aktion Ossawakim). Auch wurde die Stadt in der Nachkriegszeit durch Eingemeindungen umliegender Orte stark erweitert; allerdings wurde 1992 die vormals zu Koroljow gehörende Ortschaft Jubileiny als eigenständige Stadt ausgegliedert.
1996 erhielt die Stadt ihren heutigen Namen nach dem Raketenkonstrukteur Sergei Koroljow, der seit 1946 hier geforscht und die Stadt vielfach mitgeprägt hatte.
2014 wurde Jubileiny wieder eingemeindet.

### Bevölkerungsentwicklung
| Jahr | Einwohner | Bemerkung                                                |
| ---- | --------- | -------------------------------------------------------- |
| 1939 | 28.122    | sowie Arbeitersiedlung Kostino 15.878                    |
| 1959 | 41.427    | sowie Stadt (ab 1940) Kostino 30.458 (eingemeindet 1959) |
| 1970 | 105.945   |                                                          |
| 1979 | 133.470   |                                                          |
| 1989 | 159.363   |                                                          |
| 2002 | 142.568   |                                                          |
| 2010 | 183.402   |                                                          |
| 2020 | 225.858   |                                                          |

Anmerkung: Volkszählungsdaten

## Wirtschaft und Verkehr

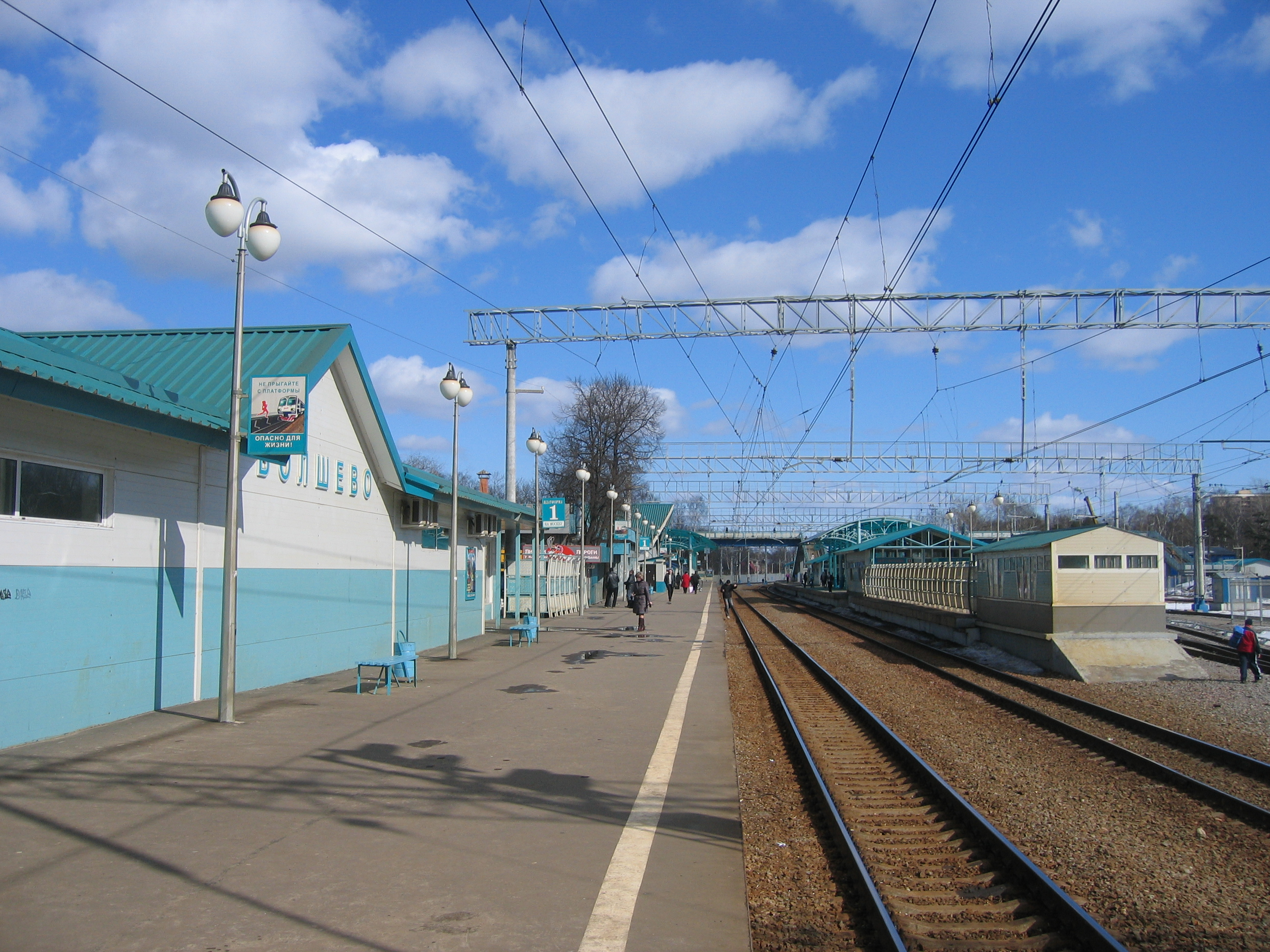
Bahnhof Bolschewo in Koroljow

Bis heute gilt Koroljow als ein Zentrum der russischen Raumfahrt. In der Stadt befindet sich das Kontrollzentrum, von dem aus unter anderem die Weltraumstation Mir und nach ihrem Ende später die ISS überwacht werden. Daneben haben zahlreiche Forschungs- und Wissenschaftsstationen in der Stadt ihren Sitz. Auch die Industrie Koroljows wird vorwiegend vom Raketen- und Raumfahrzeugbau geprägt, darunter der hier ansässige Raumfahrtkonzern RKK Energija oder die Tactical Missiles Corporation. Darüber hinaus gibt es in der Stadt Holzverarbeitungs-, Verpackungs- und Textilfabriken.
Koroljow besitzt einen Eisenbahnanschluss an einer in Mytischtschi abzweigenden Nebenstrecke der Transsibirischen Magistrale. Hierdurch bestehen regelmäßige Zugverbindungen mit Moskau (unter anderem dem Jaroslawler Bahnhof), die durch etliche innerstädtische und regionale Buslinien ergänzt werden.
Des Weiteren finden in Koroljow jährlich die „International Space Olympics“ statt.

## Städtepartnerschaften
Koroljow listet folgende Partnerstädte auf:
- Schukowski, Russland
- Moskau, Russland
- Chimki, Russland
- Baikonur, Kasachstan

## Söhne und Töchter der Stadt
- Nikolai Medwedew (1915–1976), Eishockey-, Bandy- und Fußballspieler
- Wassili Trofimow (1919–1999), Eishockey-, Bandy- und Fußballspieler
- Alexander Spirin (1931–2020), Biochemiker und Molekularbiologe
- Juri Woinow (1931–2003), Fußballspieler
- Rudolf Alexachin (* 1936), Biologe
- Wladimir Meschtscherjakow (1937–1982), Fußballspieler
- Wladimir Nachabzew (1938–2002), Filmkameramann
- Walentina Titowa (* 1942), Theater- und Filmschauspielerin
- Tamara Degtjarjowa (* 1944), Theater- und Filmschauspielerin
- Alexei Kondaurow (* 1949), Politiker
- Waleri Petuchow (1950–2003), Psychologe
- Juri Pudyschew (* 1954), sowjetischer und belarussischer Fußballspieler
- Alexander Kolmakow (* 1955), Offizier
- Anatoli Popow (* 1955), Bandyspieler
- Irina Nasarowa (* 1957), Leichtathletin
- Andrej Karaulow (* 1958), Journalist, Fernsehmoderator
- Wladimir Markin (* 1959), Komponist, Popsänger
- Oleg Sagorodnew (* 1959), Hockeyspieler
- Guri Fjodorow (* 1960), Bischof der Russisch-Orthodoxen Kirche
- Sergei Simin (* 1961), Bandyspieler
- Alexander Zyganow (* 1961), Bandyspieler und -trainer
- Alexander Schulin (* 1963), Eiskunstläufer
- Oleg Samatow (* 1965), Fußballspieler und -trainer
- Wladimir Grusdew (* 1967), Unternehmer und Politiker
- Konstantin Kosejew (* 1967), Kosmonaut
- Andrei Tichonow (* 1970), Fußballspieler
- Ilja Kasakow (* 1972), Journalist, Sportkommentator, Fernsehmoderator
- Euthimius Moissejew (* 1972), Kleriker, Rektor des Priesterseminars Kasan
- Andrei Merslikin (* 1973), Schauspieler
- Dmitri Keschwatow (* 1975), Komponist, Gitarrist der russischen Band Spitfire
- Natalja Urjadowa (* 1977), Beachvolleyballspielerin
- Kristina Asmus (* 1988), Schauspielerin